# Sulfeto de cádmio
Sulfeto de cádmio é um composto químico com a fórmula CdS. Sulfeto de cádmio apresenta-se como um sólido de cor amarela e é um semicondutor. Encontra-se na natureza como dois diferentes minerais, greenockita e hawleyita.  Sulfeto de cádmio é um semicondutor com gap de energia direto (gap de 2.42 eV) e tem muitas aplicações por exemplo em detectores de luz. Forma pigmentos termicamente estáveis e com a adição de e.g. CdTe, HgS produz cores que variam do vermelho profundo ao amarelo.